# Нитрит ртути(I)
Нитрит ртути(I) — неорганическое соединение,
соль ртути и азотистой кислоты
с формулой Hg2(NO2)2,
жёлтые кристаллы,
разлагается в воде,
образует кристаллогидрат.

## Получение
- Медленное растворение ртути в разбавленной азотистой кислоте [1]:

{\displaystyle {\mathsf {2Hg+2HNO_{2}\ {\xrightarrow {}}\ Hg_{2}(NO_{2})_{2}+H_{2}\uparrow }}}

## Физические свойства
Нитрит ртути(I) образует жёлтые кристаллы
моноклинной сингонии,
пространственная группа P 21/c,
параметры ячейки a = 0,44145 нм, b = 1,03334 нм, c = 0,62775 нм, β = 108,834°, Z = 2
.
Гидролизуется в водных растворах.
Образует кристаллогидрат состава Hg2(NO2)2•½H2O.